# Цяньшань (Ляонин)
Цяньша́нь (кит. упр. 千山, пиньинь Qiānshān) — район городского подчинения городского округа Аньшань провинции Ляонин (КНР). Название района в переводе означает «тысяча гор», и происходит от названия проходящего по его территории горного хребта Цяньшань.

## История
В 1960 году был образован Пригородный район (郊区). В 1983 году он был переименован в район Цзюбао (旧堡区). В 1996 году район Цзюбао был переименован в Цяньшань.

## Соседние административно-территориальные единицы
К юго-западу от Цяньшаня находится городской уезд Хайчэн, в северо-восточной части Цяньшань полуохватывает районы Теси, Тедун и Лишань, на северо-востоке граничит с городским округом Ляоян.

## Административно-территориальное деление
Район Цяньшань делится на 2 уличных комитета и 8 посёлков.